# Телангана
Телангана (тел. తెలంగాణ, урду تلنگانہ, англ. Telangana) — 29-й штат Індії. Утворений 2 червня 2014 року шляхом виділення 10 округів Андхра-Прадешу в окремий штат. Площа штату — 114 840 км², населення — 35 286 757 мешканців (перепис 2011). Розташований він на плато Декан у самому центрі Індії.
Столиця штату — місто Гайдарабад (тимчасово є одночасно столицею Телангани і Андхра-Прадешу).

## Історія
Територія Телангани в минулому була частиною князівства Гайдерабад, найбільшого туземного князівства в складі Британської Індії. Після проголошення незалежності Індії та Пакистану, територія князівства у вересні 1948 року була окупована індійськими військами і приєднана до Індії як окремий штат Гайдерабад.
1956 року територія Гайдерабаду за етнічною ознакою була поділена між штатами Махараштра, Андхра-Прадеш і Карнатака. Телугомовні регіони були включені до складу штату Андхра-Прадеш.
Населення Телангани було незадоволене приєднанням до Андхра-Прадешу. Найбільші хвилі протестів пройшли в 1969, 1972 і 2009 роках. У 2009 році уряд Індії оголосив процес формування нового штату Телангана. Це рішення викликало бурхливі протести населення інших районів Андхра-Прадешу. Тому рішення про утворення окремого штату було відкладене. Лише 2014 року був втілений у життя Закон про реорганізацію штату Андхра-Прадеш, за яким 10 його західних округів утворили новий штат Телангана.
У травні-червні 2015 року штат дуже сильно постраждав від аномальної спеки. Тоді загинуло близько 585 осіб.

## Населення
Релігійний склад населення штату, за даними перепису 2011 року був таким: індуїсти 85,10 %, мусульмани 12,69 %, християни 1,27 %. Серед решти індійських штатів, виключаючи Джамму та Кашмір, Телангана має доволі значний відсоток мусульманського населення. Позиції ісламу в штаті є доволі сильними. Це пояснюється тим, що правляча верхівка колишнього князівства Гайдерабад дотримувалася мусульманства. Іслам у Телангані є «міською» релігією, доля мусульман у головному місті штату Гайдерабад, за даними перепису 2001 року, становила 41,2 % проти 55,4 % у індуїстів.
77 % населення штату говорить мовою телугу, 12 % (переважно мусульмани) — мовою урду, решта 11 % — іншими мовами (2001, перепис).
Найбільші міста штату (кількість мешканців за переписом населення 2011 року):
- Гайдерабад — 6 731 790 осіб;
- Варангал — 615 998 осіб;
- Нізамабад — 311 152 особи;
- Карімнагар — 261 185 осіб;
- Рамаґундам — 229 632 особи;
- Секундерабад — 217 910 осіб;
- Хаммам — 184 210 осіб.

## Адміністративний поділ

Округи Телангани

Штат Телангана поділяється на 10 округів:
| Округ               | Площа (км²) | Населення (2011, перепис) | Густота населення (осіб/км²) | Адміністративний центр |
| ------------------- | ----------- | ------------------------- | ---------------------------- | ---------------------- |
| Аділабад (Adilabad) | 16 105      | 2 741 239                 | 170                          | Аділабад               |
| Гайдерабад          | 217         | 3 943 323                 | 18 172                       | Гайдерабад             |
| Карімнагар          | 11 823      | 3 776 269                 | 319                          | Карімнагар             |
| Хаммам              | 16 029      | 2 797 370                 | 175                          | Хаммам                 |
| Магабубнагар        | 18 432      | 4 053 028                 | 220                          | Магабубнагар           |
| Медак               | 9 699       | 3 033 288                 | 313                          | Сангаредді             |
| Налгонда            | 14 240      | 3 488 809                 | 245                          | Налгонда               |
| Нізамабад           | 7 956       | 2 551 335                 | 321                          | Нізамабад              |
| Рангаредді          | 7 493       | 5 296 741                 | 707                          | Гайдерабад             |
| Варангал            | 12 846      | 3 512 576                 | 273                          | Варангал               |